# Neo Química Arena
De Neo Química Arena, voorheen ook Arena de São Paulo of Arena Corinthians, is een voetbalstadion in Itaquera, een district in São Paulo, Brazilië. Het stadion verving het  Pacaembu-stadion als thuisstadion van SC Corinthians Paulista. De officieel geplande openingsdatum was in maart 2013. De laatste niet gehaalde openingsdatum was 18 mei 2014, na diverse eerder verstreken deadlines. Op 10 juni 2014 werd het stadion eindelijk veilig verklaard, waarna 2 dagen later de openingswedstrijd van het wereldkampioenschap voetbal 2014 in het stadion doorging. Op 1 september 2020 werd de huidige naam van het stadion aangenomen.
Het herbouwingsproject werd voor het eerst aangekondigd op 27 augustus 2010 door de voorzitter van de Braziliaanse voetbalbond, Ricardo Teixeira, de gouverneur van São Paulo, Alberto Goldman en de burgemeester van São Paulo, Gilberto Kassab. Het stadion heeft een capaciteit van 48.000 toeschouwers, met 20.000 extra zitplaatsen tijdens de openingswedstrijd van het wereldkampioenschap voetbal 2014.
De bouw van de Arena in de aanloop naar het mondiale voetbaltoernooi verliep niet vlekkeloos. Op 27 november 2013 stortte tijdens de bouw van het stadion een deel van het dak in, waarbij twee doden vielen. De constructie kwam naar beneden doordat een hijskraan instortte en boven op het dak terechtkwam. De kraan vervoerde op het moment van het ongeluk een deel van het dak. Op 29 maart 2014 kwam opnieuw een arbeider om het leven bij bouwwerkzaamheden rond het stadion. De man viel zeker acht meter naar beneden tijdens het werken aan een vloer bij de tijdelijke tribunes. Door het stilleggen van arbeid na de ongelukken werd tevens enige tijd verloren in het arbeidsproces. Begin april 2014, ruim twee maanden voor aanvang van het kampioenschap, stond de status te boek als plusminus 90%. Een deadline werd vastgesteld op 15 april, maar bleek onmogelijk haalbaar. 18 mei zou de nieuwe deadline zijn voor het overdragen van het stadion aan wereldvoetbalbond FIFA. Rond 15 april was er sprake van weinig gereedheid. Zo zouden nog zeker twintigduizend stoeltjes geplaatst moeten worden en een goede infrastructuur aangelegd moeten worden. Op 14 mei werd duidelijk dat het dak van het stadion niet af zou zijn voor het begin van het toernooi. De club Corinthians, toekomstig eigenaar van het stadion, gaf toe dat pas na het WK het dak zou worden afgebouwd. Dit betekent dat niet alleen normale supporters, maar ook toeschouwers in de VIP-ruimtes onbeschermd zijn voor eventuele neerslag. De club gaf ook aan dat de afwerking bij de bouw niet voldoende was: zo zou er op meerdere plekken staal te zien zijn, dat nodig is voor de bouw van het dak.
Op verzoek van de FIFA liet de Braziliaanse voetbalbond op 1 juni Corinthians en Botafogo FR een competitieduel in het Arena de São Paulo spelen. De omstandigheden worden nagebootst als bij het openingsduel. Op zondag 18 mei vond eerder een testwedstrijd plaats; Corinthians werd in zijn nieuwe stadion verslagen door Figueirense FC (0–1). Minder dan de helft van de capaciteit werd gebruikt. De 36.000 toeschouwers hadden nog niet beschikking over alle benodigde faciliteiten. Hoewel de bedoeling was het stadion zo vol mogelijk te krijgen, bezochten uiteindelijk slechts 37.000 supporters de tweede testwedstrijd. 68.000 toeschouwers werden verwacht voor het duel tussen Brazilië en Kroatië. Op 8 juni werd een oefeninterland tussen WK-ganger Iran en Trinidad en Tobago gespeeld in het trainingscomplex van het stadion, dat afgeschermd was voor publiek. Enkele dagen voor de openingswedstrijd bleek niet alleen het bouwproces problematisch. Stakingen werden georganiseerd in het openbaar vervoer, met name in het metrosysteem. Het zou tot aanzienlijke problemen voor supporters kunnen leiden.
Het stadion werd op 10 juni veilig verklaard door de brandweer. In maart 2015 maakte de FIFA bekend dat het Arena de São Paulo een van de stadions zal zijn voor het voetbaltoernooi van de Olympische Zomerspelen 2016.

## Interlands
| Nr. | Datum        | Wedstrijd                 | Uitslag          | Competitie                                | Toeschouwers |
| --- | ------------ | ------------------------- | ---------------- | ----------------------------------------- | ------------ |
|     | 8 juni 2014  | Trinidad en Tobago – Iran | 0 – 2            | Vriendschappelijk                         | 0            |
| 1.  | 12 juni 2014 | Brazilië – Kroatië        | 3 – 1            | Wereldkampioenschap 2014 - Groepsfase (A) | 62.103       |
| 2.  | 19 juni 2014 | Uruguay – Engeland        | 2 – 1            | Wereldkampioenschap 2014 - Groepsfase (D) | 62.575       |
| 3.  | 23 juni 2014 | Nederland – Chili         | 2 – 0            | Wereldkampioenschap 2014 - Groepsfase (B) | 62.996       |
| 4.  | 26 juni 2014 | Zuid-Korea – België       | 0 – 1            | Wereldkampioenschap 2014 - Groepsfase (H) | 61.397       |
| 5.  | 1 juli 2014  | Argentinië – Zwitserland  | 1 – 0 (n.v.)     | Wereldkampioenschap 2014 - 1/8e finale    | 63.255       |
| 6.  | 9 juli 2014  | Nederland – Argentinië    | 0 – 0 (2 – 4 s.) | Wereldkampioenschap 2014 - Halve finale   | 63.267       |

Mineirão (Belo Horizonte) · Estádio Nacional de Brasília (Brasília) · Arena Pantanal (Cuiabá) · Arena da Baixada (Curitiba) · Castelão (Fortaleza) · Arena Amazônia (Manaus) · Arena das Dunas (Natal) · Estádio Beira-Rio (Porto Alegre) · Arena Cidade da Copa (Recife) · Maracanã (Rio de Janeiro) · Arena Fonte Nova (Salvador) · Arena de São Paulo (São Paulo)